# Bataille de Komsomolskoïe
Conflit russo-tchétchène
(Seconde guerre de Tchétchénie)
Batailles
Offensive russe (1999-2000)
- Bombardement aérien russe
- Bombardement d'Elistanji
- Attaque au missile de Grozny
- Bombardement de Chami-Yourt
- Fusillade d'un convoi de réfugiés à Grozny
- Grozny
- Massacre de Staropromyslovsky
- Bombardement de Katyr-Yurt
- Massacre de Novie Aldi
- Sommet 776
- Komsomolskoïe
- Incident fratricide de l'OMON
- Embuscade de Djani-Vedeno (en)

Phase de guérilla (2000-2009)
- Embuscade de Galachki
- Attentats suicides de juin 2000
- Attentats suicides de juillet 2000
- Opération Alkhan-Kala
- Vedeno
- Accident du Mi-8 à Grozny
- Opération Tsotsin-Yourt
- Accident du Mi-8 à Chelkovskaïa
- Embuscade de l'OMON à Grozny
- Accident d'un Mi-26 à Khankala
- Attentat du 27 décembre 2002 à Grozny
- Attentat suicide à Znamenskoïe
- Raid de Nazran (en)
- Raid sur Avtoury
- Raid sur Grozny
- Raids au Daghestan
- Opération de Borozdinovskaïa
- Attentat de Makhatchkala
- Attaque de Naltchik
- Combat de Guimry
- Embuscade d'Avtoury
- Accident d'hélicoptère de Vladikavkaz
- Incident fratricide
- Accident d'un Mi-8 à Chatoï

La bataille de Komsomolskoïe est un affrontement s'étant déroulé en mars 2000 entre les forces fédérales russes et les séparatistes tchétchènes dans le village tchétchène de Komsomolskoïe (Saadi-Kotar), en Tchétchénie. Il s'agit de la plus importante victoire russe de la seconde guerre de Tchétchénie. Plusieurs centaines de combattants rebelles tchétchènes et plus de 50 militaires russes ont été tués au cours de plus de deux semaines de siège militaire. Un nombre indéterminé de civils sont également tués dans les combats. Les combats entraînent la destruction de la plupart des forces du commandant rebelle tchétchène Rouslan Guelaïev. Des dizaines de Tchétchènes sont faits prisonniers par les Russes, et seuls quelques-uns survivront. Un certain nombre de civils sont morts sous la torture et le village a été pillé puis détruit.

## La bataille
Komsomolskoïe (tchétchène : Saadi-Kotar) (à ne pas confondre avec Komsomolskoïe dans le district de Gudermessky, près de la frontière avec le Daghestan), un village d'environ 5 000 habitants avant la guerre, fait partie de la banlieue sud de la capitale tchétchène de Grozny est la ville natale du commandant séparatiste tchétchène autonome Rouslan Guelaïev, qui opérait dans les raïons de Chatoïsky et Itoum-Kalinsky. Une importante colonne de combattants épuisés et affamés du détachement de Guelaïev entre dans le village le 4 mars 2000. Les combattants tentent de percer le cordon mis en place par les forces russes autour des gorges de l'Argoun à la suite de la chute de Grozny en février. Ils ont apparemment été trompés par Arbi Baraïev, qui avait promis d'évacuer leurs blessés avec des bus, mais en réalité celui-ci attira Guelaïev et ses troupes dans une embuscade bien préparée.
Une fois à Komsomolskoïe, la colonne est bloquée par les troupes internes russes et les commandos de police OMON et SOBR de Voronej, Irkoutsk et Koursk, qui seront bientôt rejoints par les militaires. Le village est ensuite soumis à de lourds bombardements et à des bombardements aériens. Selon les porte-parole russes seuls 25 à 30 combattants se trouvent dans le village, les guérilleros « ne pouvant aligner de grandes unités », avant de revenir sur leur déclaration en affirmant qu'un groupe pouvant atteindre 1 500 soldats est stationné dans le village. Certains combattants réussissent à sortir de Komsomolskoïe par petits groupes d'une dizaine de combattants chacun. Guelaïev s'échappe le 10 mars. Seule une poignée de ceux restant dans le village survivront à la bataille ou à la captivité. Plus de 300 combattants sont tués dans les champs de mines autour du village. Selon les Russes, 17 soldats sont tués dans une embuscade le deuxième jour ; des civils sont amenés et reçoivent l'ordre de ramener sept soldats n'ayant pas pu être évacués.
Selon le gouvernement russe, le village est fortement fortifié. Cependant, selon des entretiens du Los Angeles Times citant des survivants tchétchènes de la bataille, les rebelles piégés, dont beaucoup sont blessés ou gelés, n'ont pas pu fortifier le village ni trouver un abri décent. Lors d'un incident, 50 combattants blessés sont tués dans un assaut direct contre le sous-sol où ils s'étaient réfugiés. Les survivants déclarent qu'ils mouraient de faim et de froid, et manquaient d'armes et de munitions. L'un d'eux déclare être le seul survivant d'un groupe de neuf personnes ayant tenté une évasion ; les autres seront tous tués par des mines. Plusieurs soldats désespérés se sont rendus avant de se faire exploser avec leurs ravisseurs à l'aide de grenades à main dissimulées.
Selon Human Rights Watch et Memorial, plus de 2 000 civils ont été bloqués dans le no man's land pendant trois jours pendant la bataille. Le deuxième jour, les forces russes déclarent que les femmes et les enfants peuvent partir, mais ceux-ci sont découragés dans leurs actions par les troupes tchétchènes, visant peut-être à les utiliser comme boucliers humains. Cela entraîne des pertes civiles lors des hostilités qui suivront. Jusqu'à 100 civils, principalement âgés, handicapés ou blessés, ont été piégés dans le village et ont peut-être été tués au cours de la bataille,,. Un certain nombre de civils de sexe masculin sont choisis, battus et emmenés dans un centre de détention improvisé à Ourous-Martan pour y être torturés, y compris jusqu'à la mort. Des survivants civils déclarent avoir été autorisés à retourner au village pendant une heure pour prendre leurs affaires, mais avant d'être visés par de nouveaux bombardements russes. D'autres racontent avoir été témoins de pillages organisés, avec des « camions de butin » transportés par les forces russes. Ils déclarent avoir pu évacuer la zone de combat après qu'un groupe de policiers de la milice tchétchène pro-Moscou ait forcé le point de contrôle russe sous la menace d'une arme pour les laisser passer. Selon Abdoula Itslaïev, le chef du village voisin de Goïskoïe, de lourdes pertes civiles sont à dénombrer et affirme connaître des familles entières ayant été anéanties.
Après quatre jours de bombardements d'artillerie 24 heures sur 24, avec des frappes aériennes de chasseurs-bombardiers menées toutes les cinq à 10 minutes, y compris l'utilisation d'armes thermobariques (lance-roquettes multiples TOS-1), la prise d'assaut de Komsomolskoïe débute. Les forces spéciales russes dirigent deux douzaines de chars et d'infanterie avec des véhicules blindés de transport de troupes. Le 8 mars, le commandant par intérim des forces fédérales en Tchétchénie, le général Guennadi Trotchev, déclare que les forces de Guelaïev seront détruites le lendemain. Le 10 mars, les Russes rencontrent toujours une résistance déterminée de la part de 300 à 700 combattants tchétchènes. Un court cessez-le-feu pour récupérer les blessés est négocié le 14 mars. Le 15 mars, le commandant adjoint du groupe occidental des forces fédérales chargé de l'équipement et de l'armement, le colonel Mikhaïl Revenko, est tué par une grenade alors qu'il tente de quitter un char hors de combat. Il est nommé à titre posthume héros de la fédération de Russie,. Deux généraux du ministère russe de l'Intérieur ont essuyé des tirs de snipers mais n'ont pas été blessés. Les militaires russes parlent de « pertes colossales », décrivant les hélicoptères transportant des soldats blessés quittant Komsomolskoïe « comme des bus aux heures de pointe » ; un officier vit quatre hélicoptères transporter des cadavres en une journée.
Le 17 mars, la résistance tchétchène a repoussé les forces russes envoyées pour « nettoyer » le village maintenant rasé, de sorte que les Russes ont lancé un nouveau bombardement d'artillerie. Lors d'un incident de tir ami, un char russe ouvre le feu sur le groupe SOBR depuis Irkoutsk, tuant trois personnes. La BBC note que le haut commandement russe a déclaré que les rebelles « seront définitivement détruits aujourd'hui », une promesse que les commandants locaux avaient faite la semaine précédente. Dans la nuit du 19 au 20 mars, les Russes affirment que 46 combattants, dont un commandant de terrain, ont été tués lors de la dernière tentative d'évasion signalée. Le lieutenant-colonel Alexandre Zhoukov, chef du service de recherche et de sauvetage du district militaire du Caucase du Nord et héros de la Russie, aurait été sauvé de la captivité tchétchène. Déjà blessé, il fut blessé par quatre autres balles lorsqu'il fut pris entre deux feux. Selon Interfax, à ce moment-là, plus de 50 membres des services fédéraux ont été tués et plus de 300 blessés. Le lendemain, les Russes hissent leur drapeau sur ce qui reste du village et 76 combattants (dont deux femmes) décident de se rendre. À ce stade, environ 150 rebelles restent encore encerclés. Le 24 mars, selon le ministre russe de la Défense, le maréchal Igor Sergueïev, les troupes russes ont « nettoyé » les ruines des traînards et des tireurs d'élite. Selon un prisonnier tchétchène survivant interrogé par Memorial, les Tchétchènes blessés étaient systématiquement grenadés ou brûlés dans des abris et exécutés après leur reddition.

## Conséquences
Le résultat du siège est considéré comme un désastre majeur pour les rebelles tchétchènes, dont les Russes déclarent que plus de 700 sont morts dans ou à proximité du village. Certains des cadavres retrouvés par les équipes d'inhumation du ministère des Situations d'urgence avaient les oreilles, le nez et les doigts coupés ; des cadavres mutilés et ligotés ont également été repérés par un correspondant de Newsweek en visite. Officiellement, 88 tchétchènes sont capturés, mais la plupart d'entre eux ont ensuite disparu.
Komsomolskoïe est détruit par le bombardement. Le village, décrit par un journaliste comme « ressemblant à un tas d'allumettes brisées — aucun bâtiment n'est laissé intact », est jonché de cadavres en décomposition et de chars T-80 détruits et de véhicules blindés de transport de troupes. Le 29 mars, les forces territoriales du ministère des Situations d'urgence de Tchétchénie annonce avoir trouvé et enterré les restes de 552 Tchétchènes et de 628 animaux imposants. Ils localisent et désamorcent 4 622 pièces de munitions non explosées,. La journaliste d'investigation russe Anna Politkovskaïa compare les événements de Komsomolskoïe au massacre de Khatyn et le qualifie de « village qui n'existe plus », car la bataille laisse derrière elle « un conglomérat monstrueux de maisons incendiées, de ruines et de nouvelles tombes au cimetière ». Près de 150 familles demeurent dans le village, mais elles sont pratiquement toutes sans abri et vivent dans des cases improvisées. Politkovskaïa parle avec un homme « maigre comme un prisonnier de Buchenwald », malade de la tuberculose, dont le fils adolescent l'a confrontée avec colère. Il demande : « Pourquoi tout le pays a-t-il été agité lorsque les marins du Koursk étaient en train de mourir, mais quand l'armée a tiré sur la population quittant Komsomolskoe pendant plusieurs jours, vous avez gardé le silence? » En 2004, la plupart des anciens résidents vivent encore à l'extérieur du village, principalement dans le district d'Ourous-Martanovsky, attendant une indemnisation pour leurs maisons détruites.
Guelaïev et certains de ses hommes se sont échappés de la ville, mais sa capacité à influencer les événements en Tchétchénie a été gravement compromise. Il passa la majeure partie de sa vie de l'autre côté de la frontière, dans la Géorgie voisine. Il mena également une campagne personnelle de vengeance contre Baraïev et ses hommes.